# Yozually Ortíz
Yozually Ortíz Rodríguez (21 gennaio 1991) è una pallavolista portoricana, opposto nelle Pinkin de Corozal.

## Carriera

### Club
La carriera di Yozually Ortíz inizia nella Liga Atlética Interuniversitaria, giocando per la UPR Rio Piedras dal 2010 al 2013; parallelamente inizia la carriera professionistica nella Liga de Voleibol Superior Femenino, debuttandovi nella stagione 2013 con le Vaqueras de Bayamón.
Nel campionato 2014 difende i colori delle Orientales de Humacao, mentre nel campionato seguente gioca per le Changas de Naranjito. Nella stagione 2016 approda alle Lancheras de Cataño, che lascia già nella stagione seguente, ingaggiata dalle Leonas de Ponce.
Torna in campo nella Liga de Voleibol Superior Femenino 2019 con le Polluelas de Aibonito, mentre nel campionato 2020 passa alle Pinkin de Corozal.